# Rhodi
Rhodi (tiếng La tinh: Rhodium) là một nguyên tố hóa học có ký hiệu Rh và số nguyên tử 45. Là kim loại chuyển tiếp cứng màu trắng bạc khá hiếm đồng thời là thành viên của họ platin, rhodi được tìm thấy trong quặng platin và được sử dụng trong các hợp kim với platin và như là một chất xúc tác. Nó thuộc về nhóm những kim loại quý đắt tiền nhất, nhưng giá cả dao động mạnh, phụ thuộc vào nhu cầu thị trường.

## Đặc trưng
Rhodi là một kim loại màu trắng bạc, cứng và bền, có hệ số phản xạ cao. Rhodi kim loại thông thường không tạo ra oxide, ngay cả khi bị nung nóng. Oxy bị hấp thụ từ khí quyển ở điểm nóng chảy của rhodi, nhưng khi hóa rắn thì oxy lại được giải phóng. Rhodi có điểm nóng chảy cao hơn nhưng tỷ trọng riêng thấp hơn của platin. Nó không bị phần lớn các acid ăn mòn: nó hoàn toàn không hòa tan trong acid nitric và chỉ hòa tan một chút trong nước vương thủy. Hiện tượng tan hoàn toàn của rhodi ở dạng bột chỉ thu được trong acid sulfuric.

## Ứng dụng
Ứng dụng chủ yếu của rhodi là làm tác nhân tạo hợp kim để làm cứng platin và paladi. Các hợp kim này được dùng trong các trục cuốn và ống lót của lò luyện để sản xuất các sợi thủy tinh, các thành phần của cặp nhiệt điện, các điện cực cho bu gi của tàu bay và các nồi nấu trong phòng thí nghiệm. Các ứng dụng khác có:
- Dùng làm vật liệu chế tạo tiếp điểm điện do điện trở thấp, điện trở tiếp xúc thấp và ổn định cùng khả năng chống ăn mòn cao của nó.
- Lớp mạ rhodi (do mạ điện hay phủ hơi rhodi) rất cứng và được dùng cho các thiết bị quang học.
- Kim loại này cũng được dùng trong ngành kim hoàn và dùng trang trí. Nó được mạ điện trên vàng trắng[6] để tạo ra cho chúng bề mặt trắng có tính phản chiếu ánh sáng. Trong nghề kim hoàn người ta gọi nó là lóe sáng rhodi. Nó cũng có thể được dùng để che phủ bạc mười[7] nhằm giúp cho kim loại không bị xỉn màu, do có hợp chất đồng trong bạc mười.
- Đóng vai trò chất xúc tác hữu ích của nhiều quy trình công nghiệp (đáng chú ý là nó được sử dụng trong hệ thống xúc tác của các bộ chuyển đổi xúc tác trong ô tô và để cacbonyl hóa có xúc tác của metanol nhằm sản xuất acid axetic theo quy trình Monsanto). Nó cũng xúc tác bổ sung cho các hydrosilan để tạo liên kết đôi, một quy trình quan trọng trong sản xuất một vài dạng cao su silic nhất định.
- Phức chất của ion rhodi với BINAP tạo ra chất xúc tác bất đối xứng sử dụng rộng rãi trong tổng hợp bất đối xứng, như trong tổng hợp menthol.
- Làm bộ lọc trong các hệ thống chụp chiếu ngực do các tia X đặc trưng mà nó sinh ra.
- Tạo ra các loại bút mực chất lượng rất cao, sản xuất với số lượng giới hạn. Nổi tiếng với các hiệu: Graf von Faber-Castell, Caran D'ache và Montblanc.

## Lịch sử
Rhodi (tiếng Hy Lạp rhodon nghĩa là "hoa hồng") được William Hyde Wollaston phát hiện năm 1803, ngay sau khi ông phát hiện ra paladi. Ông thực hiện tìm kiếm này tại Anh, sử dụng quặng platin thô mà có lẽ ông đã thu được từ Nam Mỹ.
Trình tự công việc của ông là hòa tan quặng trong nước vương thủy, trung hòa dung dịch bằng hiđroxide natri (NaOH). Sau đó ông kết tủa platin dưới dạng cloroplatinat amoni bằng cách cho thêm chloride amoni (NH4Cl). Nguyên tố paladi được loại bỏ dưới dạng xyanua paladi sau khi xử lý dung dịch bằng xyanua thủy ngân. Vật chất còn lại là chloride rhodi (III) có màu đỏ (vì thế mà có tên gọi): rhodi kim loại được cô lập thông qua việc khử bằng khí hiđrô.

## Phổ biến

### Khai thác thông thường
Việc chiết tách công nghiệp của rhodi là phức tạp do kim loại này có trong các quặng hỗn hợp với các kim loại khác như paladi, bạc, platin, vàng. Nó được tìm thấy trong quặng platin và thu được ở dạng tự do như là một kim loại trơ màu trắng rất khó nóng chảy. Các nguồn chủ yếu của nguyên tố này nằm tại Nam Phi, trong cát bãi sông ven dãy núi Ural, ở Bắc và Nam Mỹ cũng như trong khu vực khai thác sulfide đồng-niken ở Sudbury, Ontario. Mặc dù sản lượng ở Sudbury là rất nhỏ, nhưng một lượng lớn quặng niken được chế biến làm cho sự phục hồi rhodi là hiệu quả về mặt giá thành. Các nhà xuất khẩu rhodi chính là Nam Phi (>80%), sau đó là Nga. Sản lượng toàn thế giới mỗi năm khoảng 25 tấn và có rất ít các khoáng vật rhodi. Nói chung rất khó xác định nó nếu mẫu đá có chứa các nguyên tố khác cũng thuộc nhóm platin. Vào tháng 4 năm 2008, giá của cùng lượng rhodi khoảng 9 lần cao hơn vàng, 500 lần cao hơn bạc. Giá của rhodi trong quá khứ chỉ ở ngưỡng khoảng 1.000 USD/troy oz (31,1034768 gam), nhưng gần đây đã tăng tới khoảng $9.000/troy oz.

### Như là sản phẩm phân hạch

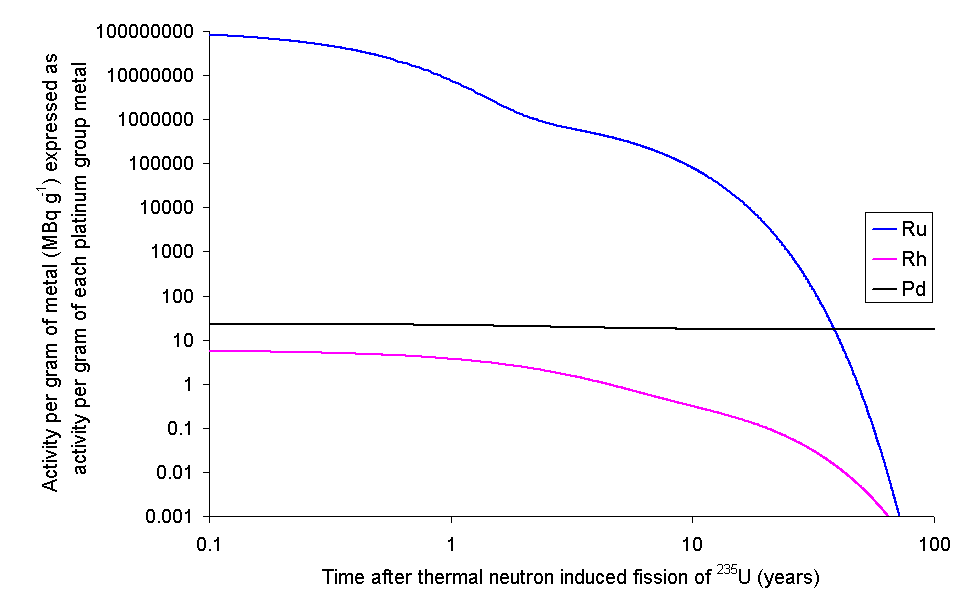
Độ phóng xạ tính theo MBq trên gam mỗi kim loại nhóm platin được hình thành từ phân hạch urani. Rutheni là phóng xạ mạnh nhất, paladi có độ phóng xạ gần như ổn định do chu kỳ bán rã rất dài của Pd^{107}, trong khi rhodi là ít phóng xạ nhất.

Cũng có thể tách rhodi từ nhiên liệu hạt nhân đã sử dụng, trong đó có chứa rhodi (1 kg các sản phẩm phân hạch của U235 chứa khoảng 13,3 gam Rh103. Do nhiên liệu đã sử dụng điển hình chứa khoảng 3% là các sản phẩm phân hạch theo trọng lượng nên trong 1 tấn nhiên liệu đã sử dụng sẽ chứa khoảng 400 gam rhodi). Đồng vị phóng xạ tồn tại lâu nhất của rhodi là Rh102m có chu kỳ bán rã 2,9 năm, trong khi trạng thái nền (Rh102) có chu kỳ bán rã 207 ngày.
Mỗi kilôgam rhodi phân hạch sẽ chứa 6,62 ng Rh102 và 3,68 ng Rh102m. Do Rh102 phân rã theo phương thức phân rã beta để tạo ra hoặc là Ru102 (80%, một số bức xạ positron sẽ xảy ra) hoặc là thành Pd102 (20%, một số photon tia gama với năng lượng khoảng 500 keV được sinh ra) và trạng thái kích thích phân rã theo phương thức phân rã beta (bắt điện tử) để thành Ru102 (một số photon tia gama với năng lượng 1 MeV được sinh ra). Nếu như sự phân hạch diễn ra ngay lập tức thì 13,3 gam rhodi sẽ chứa 67,1 MBq (1,81 mCi) Rh102 và 10,8 MBq (291 μCi) Rh102m. Do thông thường người ta để nhiên liệu hạt nhân đã sử dụng trong khoảng 5 năm trước khi tái chế nên phần lớn hoạt động này sẽ phân rã mất, chỉ để lại 4,7 MBq Rh102 và 5,0 MBq Rh102m. Nếu như rhodi kim loại này được để lại tới 20 năm sau khi phân hạch thì 13,3 gam rhodi kim loại chỉ chứa 1,3 kBq Rh102 và 500 kBq Rh102m. Thoạt nhìn thì rhodi có thể bổ sung vào giá trị tài nguyên của rác thải phân hạch tái chế, nhưng giá thành của việc tách rhodi ra khỏi các kim loại khác cần phải được lưu ý.

## Đồng vị

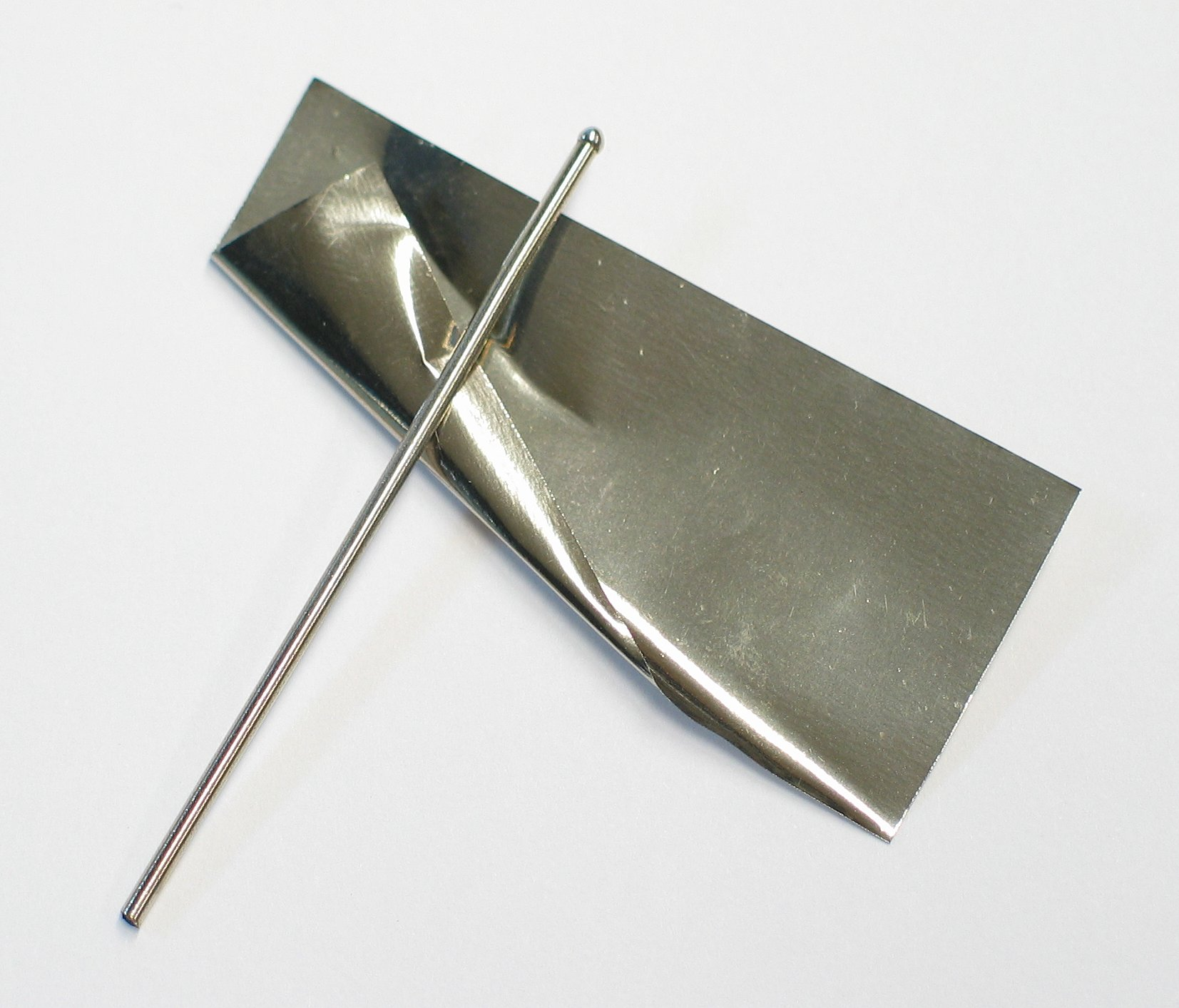
Một lá và một sợi rhodi

Rhodi nguồn gốc tự nhiên chỉ chứa một đồng vị (Rh103). Các đồng vị phóng xạ ổn định nhất là Rh101 với chu kỳ bán rã 3,3 năm, Rh102 (207 ngày), Rh102m (2,9 năm) và Rh99 (16,1 ngày). Hai mươi đồng vị phóng xạ khác cũng đã được nêu đặc trưng, với nguyên tử lượng trong khoảng từ 92,926 (Rh93) tới 116,925 (Rh117). Phần lớn trong số này có chu kỳ bán rã nhỏ hơn 1 giờ, ngoại trừ Rh100 (20,8 giờ) và Rh105 (35,36 giờ). Nó cũng có một số đồng phân hạt nhân, ổn định nhất là Rh102m (0,141 MeV, 207 ngày) và Rh101m (0,157 MeV, 4,34 ngày). Xem thêm Đồng vị của rhodi.
Phương thức phân rã chủ yếu của các đồng vị nhẹ hơn Rh103 là bắt điện tử còn phương thức phân rã chủ yếu của các đồng vị nặng hơn Rh103 là bức xạ beta. Sản phẩm phân rã chủ yếu trước Rh103 là rutheni còn sản phẩm phân rã chủ yếu sau Rh103 là paladi.

## Phòng ngừa
Rhodi kim loại là một kim loại quý và trơ về mặt hóa học. Tuy nhiên, khi nó có liên kết hóa học thì lại hoạt hóa. Các hợp chất của rhodi thông thường ít khi bắt gặp nhưng nó có độc tính và có khả năng gây ung thư. Liều gây tử vong (LD50) cho chuột cống là 12,6 mg/kg chloride rhodi (RhCl3). Các hợp chất này cũng có thể làm sạm màu da người mặc dù nó không đóng vai trò sinh học nào ở người. Ở dạng kim loại thì nó không độc hại gì.

## Biểu tượng
Rhodi đã từng được sử dụng như là biểu tượng cho danh dự hay sự giàu có, khi các kim loại quý khác được sử dụng phổ biến hơn như bạc, vàng hay platin được coi là chưa đủ. Năm 1979, Guinness Book of World Records tặng Paul McCartney một đĩa mạ rhodi vì họ coi ông là nhạc sĩ sáng tác bài hát cũng như là nghệ sĩ có lượng bài hát được bán nhiều nhất mọi thời đại. Guinness cũng ghi nhận các đồ như "bút đắt tiền nhất" hay "bàn cờ đắt tiền nhất" thế giới đều là những vật chứa rhodi.